# William A. Elliott
William Arthur Elliott (* 12. April 1953 in Los Angeles) ist ein US-amerikanischer Filmarchitekt.

## Leben
Elliott begann seine Filmkarriere als Assistent und rechte Hand von Ida Random und arbeitete ihr zuletzt bei der Komödie Nochmal so wie letzte Nacht zu. 1986 avancierte er zum Co-Chefarchitekten und erhielt gleich mit seiner ersten Arbeit, den mit Patrizia von Brandensteins erarbeiteten Designs zu Brian De Palmas Gangsterfilm Die Unbestechlichen, 1988 eine Oscarnominierung.
Seit 1989 arbeitet Elliott alleinverantwortlich und gestaltete die Filmbauten zu einer Fülle von kommerziellen Unterhaltungsfilmen, darunter eine große Anzahl von Komödien mit Jim Carrey, Eddie Murphy und Charlie Sheen sowie im neuen Jahrtausend mehrere von der Kritik zumeist verrissenen Komödienparodien.
Sein Sohn Tyler M. Elliott (* 15. Juni 1977) arbeitet in diversen Funktionen, vor allem als Location Manager, ebenfalls im Filmgeschäft.

## Filmografie
- 1984: Der Tod kommt zweimal (Body Double)
- 1985: Silverado
- 1987: Die Unbestechlichen (The Untouchables)
- 1987: Schmeiß’ die Mama aus dem Zug! (Throw Momma from the Train)
- 1988: Rain Man
- 1990: Impulse – Von gefährlichen Gefühlen getrieben (Impulse)
- 1991: In Sachen Henry (Regarding Henry)
- 1991: Hot Shots! – Die Mutter aller Filme (Hot Shots!)
- 1992: … aber nicht mit meiner Braut – Honeymoon in Vegas (Honeymoon in Vegas)
- 1993: Hot Shots! Der zweite Versuch (Hot Shots! Part Deux)
- 1994: Ace Ventura – Ein tierischer Detektiv (Ace Ventura: Pet Detective)
- 1994: André
- 1995: Mein Partner mit der heißen Braut (For Better or Worse)
- 1996: Der verrückte Professor (The Nutty Professor)
- 1997: Metro – Verhandeln ist reine Nervensache (Metro)
- 1998: Dr. Dolittle
- 1998: Mafia! – Eine Nudel macht noch keine Spaghetti! (Jane Austen’s Mafia!)
- 2000: Familie Klumps und der verrückte Professor (Nutty Professor II: The Klumps)
- 2001: Ghosts of Mars (John Carpenter’s Ghosts of Mars)
- 2002: Undercover Brother
- 2003: Malibu’s Most Wanted
- 2003: Scary Movie 3
- 2005: Roll Bounce
- 2006: Date Movie
- 2007: Fantastic Movie (Epic Movie)
- 2008: Meine Frau, die Spartaner und ich (Meet the Spartans)
- 2008: Disaster Movie
- 2010: Beilight – Biss zum Abendbrot (Vampires Suck)
- 2010: Super – Shut Up, Crime! (Super)
- 2012: Red Dawn
- 2013: Texas Chainsaw 3D
- 2013: Hours – Wettlauf gegen die Zeit (Hours)
- 2013: Die Pute von Panem – The Starving Games (The Starving Games)
- 2013: Hangover Girls – Best Night Ever (Best Night Ever)